# Köpmansmossen
Köpmansmossen är ett naturreservat i Hofors kommun i Gävleborgs län.
Området är naturskyddat sedan 1987 och är 142 hektar stort. Reservatet består av myrområde i väster och i öster av blandbarrskog och hällmarkstallskog. 